# تحالف 14 آذار
تحالف 14 آذار هو تحالف سياسي يتكون من كبار الأحزاب والحركات السياسية التي ثارت على الوجود السوري في لبنان بعيد اغتيال رئيس الوزراء الأسبق رفيق الحريري أو ما سمي بثورة الأرز والتي تلقت الدعم من عدد من الدول بالأخص دعمتها فرنسا واميركا والسعودية والأمم المتحدة. وقد أخذ اسمه عن التاريخ الذي أقيمت فيه مظاهرة جمعت أكثر من مليون شخص سنة 2005.
تتمثل أبرز أهداف التحالف في إقامة محكمة دولية لمحاكمة قتلة رئيس الوزراء الراحل رفيق الحريري وإلى تطبيق القرار 1559 وإلى قيام دولة لبنانية تعتمد على المؤسسات والقانون وإلى نهضة الاقتصاد الوطني والابتعاد عن لعبة المحاور الإقليمية. يواجه التحالف معارضة شديدة من طرف قوى 8 آذار التي يقودها حزب الله والتيار الوطني الحر، كما تربطه علاقة متوترة جدا مع سوريا والتي يتهمها بتصفية رموزه، وفي عام 2010 بدأت علاقات أحزاب مؤسسة للتحالف تتحسن مع سوريا، وذلك بعد زيارة وليد جنبلاط وسعد الحريري لدمشق.
من أبرز قادة تحالف 14 آذار سعد الحريري، سمير جعجع والرئيس السابق أمين الجميّل. وكان في هذا التحالف وليد جنبلاط، إلا أنه انسحب منه معلنًا حياده السياسي. ترتبط القوى المشاركة في هذا التحالف بعلاقات وثيقة مع المملكة العربية السعودية وجمهورية مصر العربية والمملكة الأردنية الهاشمية والولايات المتحدة الأمريكية والاتحاد الأوروبي ومع بعض الدول العربية والخليجية الأخرى.

## أعضاء التحالف
- تيار المستقبل.
- القوات اللبنانية.
- حزب الكتائب.
- لقاء قرنة شهوان.
- حزب الوطنيين الأحرار.
- حركة التجدد الديمقراطي.
- حركة اليسار الديمقراطي.
- الكتلة الوطنية اللبنانية.

وكان الحزب التقدمي الاشتراكي في مقدمة مؤسسي التحالف إلا أنه أخذ خط وسطي بعد أحداث 7 أيار وانتهاء انتخابات 2009 مع منحى أبعد بالنسبة للاستقلالية عن السياسة الإقليمية.

## وصلات خارجية
- موقع تحالف 14 آذار الرسمي
- التجمع الاغترابي لقوى 14 آذار